# Esteban Sánchez
Esteban Sánchez – kolumbijski zapaśnik walczący w stylu wolnym. Brązowy medalista mistrzostw panamerykańskich i mistrz panamerykański juniorów w 2015 roku.